# Юнак (село)
Вижте пояснителната страница за други значения на Юнак.
Юнак е село в Североизточна България. То се намира в община Аврен, област Варна, и е на 4 км от селата Дъбравино и Казашка река.

## Население

### Етнически състав

#### Преброяване на населението през 2011 г.
Численост и дял на етническите групи според преброяването на населението през 2011 г.:
|                     | Численост | Дял (в %) |
| Общо                | 123       | 100,00    |
| Българи             | 114       | 92,68     |
| Турци               | –         | –         |
| Цигани              | –         | –         |
| Други               | 3         | 2,43      |
| Не се самоопределят | –         | –         |
| Неотговорили        | 6         | 4,87      |